# Jacob & Josef Kohn

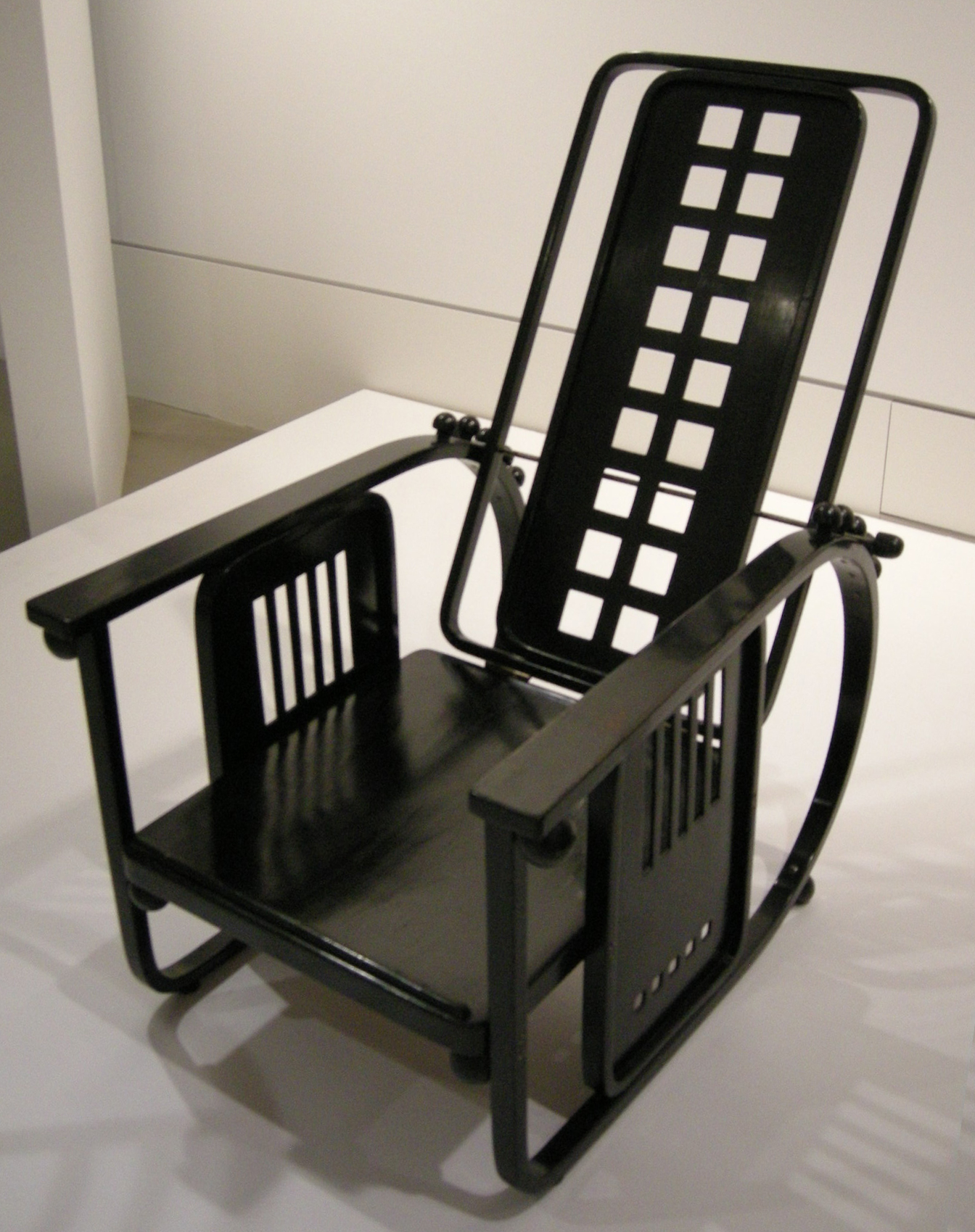
Fauteuil à dossier inclinable (Sitzmachine) par Jacob & Josef Kohn, design par Josef Hoffmann, 1905

Jacob & Josef Kohn — J. & J. Kohn —, est un fabricant de meubles austro-hongrois, ainsi qu'un designer d'intérieur fondé à Vienne en 1849 et disparu en 1937.

## Présentation
Jacob Kohn fonde en 1849 l'entreprise, spécialisée au départ dans le bois de construction. En 1867, il s'associe avec son fils Josef Kohn et oriente l'entreprise vers le mobilier. L'expiration du brevet des Frères Thonet sur la technique du bois courbé leur permet d'offrir bientôt leur propre gamme de produits. Avec des succursales à Berlin, Paris, Londres et Hambourg, Kohn devient à partir de 1882 l'un des principaux fabricants de meubles en Autriche-Hongrie et s'inscrit comme l'un des principaux concurrents de l'entreprise Thonet.
En 1904, la firme possède un catalogue de 407 modèles de meubles et plus de 6 000 employés. Jacob & Josef Kohn a collaboré avec des artistes de la Wiener Werkstätte dès 1905, des artistes comme Josef Hoffmann, Koloman Moser et Adolf Loos ont élaboré pour eux de nombreuses pièces.
L'entreprise reçut de nombreux prix pour son travail. Fournisseur de la maison impériale d'Autriche, elle obtient un mandat royal espagnol en tant que fournisseurs de la maison royale (Real Casa).
En 1914, sous l'impulsion du banquier Leopold Pilzer et la Credit Anstalt, elle fusionne avec Mundus AG, devenant Kohn-Mundus, puis en 1922, Pilzer, actionnaire majoritaire, fusionne la structure avec  Thonet, pour créer Kohn-Mundus-Thonet. En 1931, la Credit Anstalt fait faillite, Pilzer rachète alors toutes les parts que la banque possédait dans le Konzern. En 1936, avec l'arrivée des nazis au pouvoir, Pilzer déménage le siège en Suisse et consolide ses filiales aux États-Unis. En 1937, du fait de l'aryanisation, Pilzer doit vendre ses parts restantes à Thonet et s'exiler en Amérique et la marque Kohn disparaît.
Les œuvres de la maison Kohn peuvent être vues dans un certain nombre de musées aujourd'hui, notamment le Museum of Modern Art de New York, le Musée du Design de Barcelone et le Musée des beaux-arts de Montréal.

### Sources
- (en) Cet article est partiellement ou en totalité issu de l’article de Wikipédia en anglais intitulé « Jacob & Josef Kohn » (voir la liste des auteurs).
- Sylvain Cordier, « Le « berceau Kohn » art nouveau », Revue M du musée des beaux-arts de Montréal,‎ hiver 2016, p. 14 (ISSN 1715-4820).